# Lhota (Chříč)
Lhota je vesnice, část obce Chříč v severovýchodní části okresu Plzeň-sever v Plzeňském kraji. Katastrální území zaujímá rozlohu 311,76 ha.

## Historie
Je možné, že první osídlení Lhoty je spojeno s Hedčany. Písemně je Lhota poprvé zmiňována v roce 1384 a to pod názvem Lživá Lhota. Založena byla pravděpodobně vladyky ze Slatiny v polovině 14. století. Byla také nazývána Lhotkou. Původních 8 statků bylo postupně ve vlastnictví Podivy (do roku 1390), Iziaiáše z Rakovníka (od roku 1390), školního mistra Jana Pohana z Rakovníka (okolo 1435), Hanuše z Kolovrat na Krašově od roku 1444. Z této doby pocházejí náhodné nálezy zakuřované keramiky na lhotském katastru.
Později se Lhota stala součástí chříčského panství a roku 1529 ji od Jetřicha Bezdružického z Kolovrat na Krašově získal Václav Strojetický z Chříče. V roce 1540 přešla do majetku Oldřicha Lažanského z Bukové, od roku 1541 byly osadníci povinni robotovat na chříčském panství a osudy vsí se tak spojily. Po Oldřichovi zdědil Lhotku roku 1567 jeho syn Šebestian Lažanský z Bukové, ve vsi v té době bylo 5 osedlých: Macek Pešek, Jan Pešek, Matěj Sekot, Manča Červený a Kuba Skála.
Roku 1586 se mluvilo již jen o Lhotě a Šebestian ji prodal Janu Týřovskému z Ensidle na Hřebečníkách a Skryjích. Třicetiletou válku přečkala Lhota bez poškození a v roce 1651 v ní žilo 17 obyvatel na 5 statcích: Jiřího Vondry, Jakuba Jakoubka, Václava Daneše, Ondřeje Klecánka a Adama Hertíka.
Pro velké dluhy prodali bratři Týřovští roku 1701 chříčské panství včetně Lhoty hraběti Václavu Josefu Lažanskému za 211 tisíc zlatých a 500 zlatých klíčného. K roku 1713 bylo připomínáno 5 osedlých a 35 obyvatel. Dne 2. března 1715 zemřel hrabě V. J. Lažanský na Chříči, panství zdědila jeho manželka Marie Gabriela Lažanská a synové Maxmilián Václav a Karel Josef. Lhotka zůstala v majetku hraběnky, která jej odkázala z poloviny Ústavu šlechtičen u sv. Andělů v Praze a z poloviny synu Maxmiliánovi a dcerám Marii Anně a Marii Josefě. V roce 1758 hraběnka Lažanská zemřela a polovina zadluženého chříčského panství připadla dle závěti Ústavu šlechtičen. V roce 1764 patřilo Ústavu již panství celé.

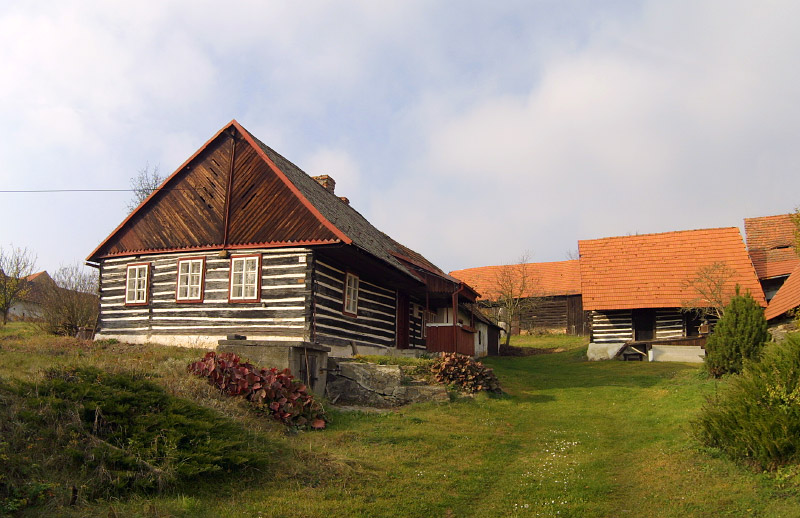
Roubená chalupa v čp. 5

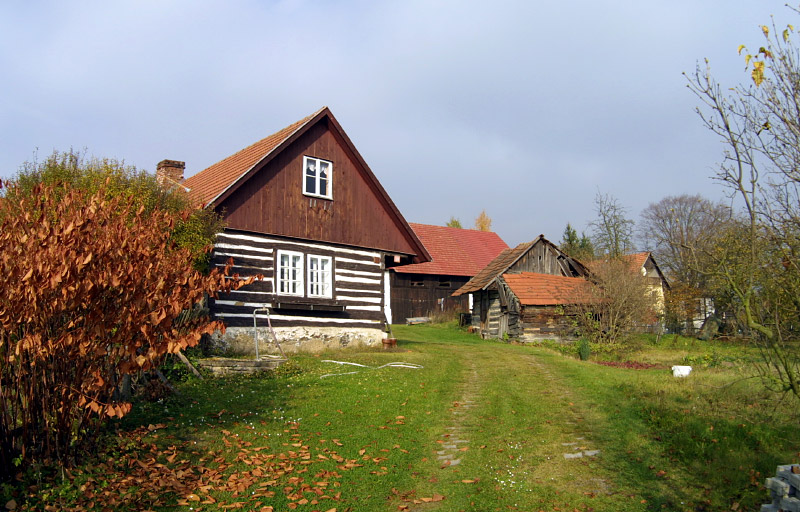
Roubená chalupa v čp. 20

Do roku 1785 náležela Lhota církevně ke kolatuře v Dolanech, poté k lokálii a od roku 1858 faře na Chříči.
V 19. století zažila ves největší rozmach – v 18 usedlostech žilo téměř 230 obyvatel. Až v roce 1906 prodal Ústav panství hraběti Grabowskému za 2,2 miliónu zlatých. Do první světové války byla Lhota postupně v majetku Gustava Fischera a Dr. Karla Černohorského. F. J. Zetek v roce 1932 o vsi napsal, že je tvořena převážně dřevěnými domy krytými slámou, a žijí v ní malorolníci a domkáři.
Ves je rodištěm operní pěvkyně Milady Šubrtové, na jejím rodném domě čp. 24 je instalována pamětní deska. Ve Lhotě se také narodila Růžena Laitnerová, autorka povídek Hadrárčina Jůla a Lhotecké děti.

## Přírodní poměry
Ves leží třináct kilometrů východně od Kralovic, v brázdě malého potoka tekoucího k východu na jižním úpatí kopce Hradiště. Lhota je přístupná jen po silnici ze Slatiny. Odlehlost sídla na samém kraji okresu umocňuje hluboké údolí říčky Javornice na které leží Machův mlýn.
Lhota leží na východním okraji CHKO Křivoklátsko nad údolím říčky Javornice, sousedí s Chříčí na jihu a se Slatinou na západě.

## Obyvatelstvo
| Rok            | 1869 | 1880 | 1890 | 1900 | 1910 | 1921 | 1930 | 1950 | 1961 | 1970 | 1980 | 1991 | 2001 | 2011 | 2021 |
| -------------- | ---- | ---- | ---- | ---- | ---- | ---- | ---- | ---- | ---- | ---- | ---- | ---- | ---- | ---- | ---- |
| Počet obyvatel | 189  | 179  | 168  | 139  | 146  | 145  | 110  | 74   | 67   | 43   | 11   | 8    | 8    | 5    | 11   |
| Počet domů     | 28   | 28   | 28   | 28   | 28   | 28   | 27   | 27   | 27   | 18   | 9    | 20   | 21   | 6    | 20   |

## Obecní správa
Při sčítání lidu v letech 1869–1910 Lhota byla osadou obce Slatina v okrese Kralovice. V letech 1921–1950 byly samostatnou obcí, se kterým patřily nejprve do okresu Kralovice, ale v roce 1950 v okrese Plasy. Od roku 1960 je částí obce Chříč v okrese Plzeň-sever.

## Pamětihodnosti
Ve vsi je od roku 1995 vyhlášena vesnická památková zóna. Nejvýznačnější jsou areály roubených chalup čp. 20 (přízemní roubená chalupa, roubený špýchar, kamenná sýpka s pavlačí, stodola) a čp. 5 (do svahu vestavěná přízemní roubená chalupa, roubená stodola a sýpka). V prostoru návsi stojí kaple se zvonem z minulého století. Na vrchu Hradiště jeden kilometr severně jsou zbytky opevněného sídla Deliba.

## Rodáci
- Milada Šubrtová (1924–2011), operní pěvkyně – sopranistka